# UPC România
UPC România a fost o companie de telecomunicații, care oferea servicii de televiziune prin cablu, internet și telefonie fixă, având în 2019 circa 961.700 de clienți din peste 300 de localități. Pe 31 iulie 2019, UPC a fost cumpărat de Vodafone România, împreună cu subsidiarele Liberty Global din Cehia, Germania și Ungaria.
La 31 martie 2020, Vodafone România a încheiat procesul de fuziune prin absorbție cu operatorul prin cablu UPC, preluând abonații și devenind astfel furnizor de servicii fixe de comunicații electronice.

## Istoric

### Începutul
Compania United International Holdings (UIH), mai târziu redenumită UnitedGlobalCom, iar apoi Liberty Global, a început să investească în România din 1993, prin achiziționarea a 3 companii de cablu din țară. Astfel în 1997 compania deținea firmele de cablu Control Cable Ventures cu operațiuni în Ploiești și Slobozia, Multicanal Holdings din București și 51% din Eurosat din Bacău. La 31 decembrie 1998 compania avea aproximativ 62,000 de abonați în România dintre care 24,000 în Ploiești, 8,000 în București și 30,000 în Bacău și Slobozia.
În 1995 UIH (United Internațional Holdings) și Philips creează o companie comună 50/50, care se numește  „United and Philips Communications” (UPC) și include activele de cablu din Europa ale ambelor companii. În 1997 UIH achitioneaza restul de 50%  de acțiuni din companie de la Philips și o redenumește United Pan-Europe Communications. Începând cu 1998 compania începe să unifice toate rețele de cablu sub brandul UPC.
UPC România a fost înființată la 14 octombrie 1999. În anul 2000 avea un număr de 115.000 abonați, iar un an mai târziu după noi achiziții a ajuns la 315,800 de abonați.
În România unificarea rețelelor de cablu s-a făcut pe 30 septembrie 2002. Rețele de cablu Aparatură Electronică Seltron (Craiova), Diplomatic Internațional Comimpex (Focșani și Tecuci), Control Cable Ventures (Ploiești și Slobozia), Portal Export-Import (Cluj-Napoca), MultiCanal Holding (București), Somax (Botoșani) și Selektronic (Sfântu Gheorghe) au fost integrate în UPC România SA, companie ce totaliza aproximativ 321,600 de abonați. Rețeaua Eurosat din Bacău a fost achizițonată integral și absorbită de UPC România în 2004.
La începutul anului 2005, UPC avea 333.000 de abonați în 40 de orașe.

### Preluare Astral Telecom și Focus Sat
În octombrie 2005, UPC a cumpărat compania de cablu Astral Telecom pentru 341,9 milioane euro. Un an mai târziu, în octombrie 2006, a finalizat absorbția Astral Telecom și altor 13 firme de cablu locale la care avea acțiuni, devenind o companie de telecomunicații majoră cu peste 1.310.000 abonați.
Pe 19 mai 2005, UPC a cumpărat 50% din acțiunile Focus Sat, înainte de lansarea serviciului pe 5 iulie 2005. În aprilie 2006 a preluat controlul total al companiei după ce a cumpărat și restul de 50% din acțiuni de la fondatori.
În octombrie 2007, UPC a achiziționat rețelele de cablu Minisat Târgoviște, Control Ploiești și Media Post Dej, iar în octombrie 2008, a achiziționat Electron M. Bit Telecom, Sebmar și Cable Vision of România.

### Vânzarea și ieșirea de pe piață
Grupul american Liberty Global a semnat în data de 9 mai 2018 vânzarea operațiunilor din Germania, Cehia, România și Ungaria către Vodafone, tranzacție care a fost în analiza aprofundată a Comisiei Europene, preocupată de faptul că preluarea poate reduce concurența în Germania și Cehia. Finalizarea tranzacției a fost condiționată de accesul operatorului Telefonica O2 la rețeaua Vodafone în Germania.
În 21 decembrie 2018, grupul Liberty Global a anunțat că a încheiat un acord pentru vânzarea către M7 Group a operațiunilor de televiziune prin satelit din 4 piețe est-europene, printre care și România, unde aceste servicii sunt furnizate prin compania Focus Sat, care avea 356.500 de utilizatori în martie 2018.

## Persoane din conducere
Până în 2008 UPC a fost condusă de Richard Anderson, iar din februarie 2008 de Jack Mikaloff.
În anul 2011, Severina Pascu preia conducerea companiei, devenind CEO UPC România. Doi ani mai târziu, în 2013, Severina Pascu preia și funcția de CEO al UPC Ungaria. În iulie 2015, Directorul General al UPC România și Ungaria, Severina Pascu, a fost numit la conducerea activităților grupului Liberty Global în regiunea Europa Centrală și de Est, funcția sa fiind preluată de Robert Redeleanu, Chief Marketing Officer UPC Romania. Robert Redeleanu, noul CEO UPC România, a preluat de la 1 septembrie 2016 și funcția de CEO UPC Ungaria și va avea responsabilitatea conducerii operațiunilor UPC din ambele țãri.

## Servicii
În 2005, UPC lansează serviciul de televiziune digitală prin cablu, iar în 2008 serviciul de înregistrare (DVR).
În mai 2011, UPC lansează televiziunea 3D și oferă în exclusivitate turneul Roland Garros în format 3D.
În decembrie 2014 a fost lansat Horizon Go.